# Густав Моландер
Густав Харальд Аугуст Моландер (швед. Gustaf Harald August Molander; 18 листопада 1888, Гельсингфорс, Велике князівство Фінляндське, Російська імперія — 19 червня 1973, Стокгольм, Швеція) — шведський кінорежисер і сценарист.

## Біографія
Народився 18 листопада 1888 року в Гельсінгфорсі, у Великому князівстві Фінляндському, де його батько Харальд Моландер виступав в Шведському театрі.
З 1907 по 1909 роки навчався в школі при Королівському драматичному театрі Стокгольма. Як актор виступав до 1913 року в Шведському театрі Гельсингфорса, а пізніше остаточно переїхав до Стокгольма.
У кінематографі починає як сценарист в 1916 році. Пише сценарії для Віктора Шестрема і Моріца Стіллера. Як режисер дебютує в 1920 році («Король павочніков»), але успіх прийшов до нього тільки в 1931 — після виходу на екран фільму «Одна ніч». Знімав мелодрами, які критика називала сентиментальними. Звертався до антивоєнної і антифашистської тематики. Екранізував твори скандинавської класичної літератури. Зняв кілька картин за сценаріями Інгмара Бергмана. Постійно співпрацював з кінооператором Оке Дальквістом.
Учасник конкурсних програм 2-го (1934, «Маленький флірт»), 6-го (1938, «Обличчя жінки») і 10-го (1949, «Єва») міжнародних венеціанських кінофестивалів.
Був одружений з актрисою Карін Моландер. Їх сини Харальд Моландер (1909—1994) і Ян Моландер (1920—2009) пов'язали своє життя з кінематографом.

## Вибрана фільмографія
- 1920 — Король крамарів / Bodakungen
- 1931 — Одна ніч / En natt
- 1934 — Маленький флірт / En stilla flirt (за романом Едіт Еберг)
- 1935 — Сведенхельми / Swedenhielms (за романом Яльмара Бергмана)
- 1935 — На сонячному боці / På solsidan (за п'єсою Хельге Крога)
- 1936 — Інтермеццо / Intermezzo (за оповіданням Геста Стевенса)
- 1938 — Лише одна ніч / En enda natt
- 1938 — Обличчя жінки / En kvinnas ansikte
- 1943 — Займеться полум'я / Det brinner en eld (за оповіданням Геста Стевенса)
- 1943 — Слово / Ordet (за п'єсою Кая Мунка)
- 1944 — Імператор Португальський / Kejsarn av Portugallien (за романом Сельми Лагерлеф)
- 1944 — Невидима стіна / Den osynliga muren (за романом Маріки Стернстедт)
- 1947 — Жінка без особи / Kvinna utan ansikte
- 1948 — Єва / Eva
- 1951 — Розлучений / Frånskild
- 1955 — Гроші пана Арне / Herr Arnes penningar (за романом Сельми Лагерлеф)
- 1956 — Пісня про багряно-червону квітку / Sången om den eldröda blomman (за романом Йоханнеса Ліннанкоскі)
- 1967 — Стимулятори / Stimulantia (новела «Намисто»)